# La tigre profumata alla dinamite
La tigre profumata alla dinamite (Le tigre se parfume à la dynamite) è un film del 1965 diretto da Claude Chabrol.
Il personaggio Louis Rapière detto la Tigre interpretato da Roger Hanin compare anche nel film La tigre ama la carne fresca.